# Contea di Caledonia
La contea di Caledonia, in inglese Caledonia County, è una contea dello Stato del Vermont, negli Stati Uniti d'America. La popolazione al censimento del 2000 era di 29 702 abitanti. Il capoluogo di contea è St. Johnsbury.

## Geografia fisica
La contea si trova nella parte nord-orientale del Vermont. L'U.S. Census Bureau certifica che l'estensione della contea è di 1704 km², di cui 18 km² coperti da acque interne.
Il fiume Connecticut segna il confine sud-orientale con lo stato del New Hampshire. Altri fiumi che bagnano la contea sono Passumpsic, Lamoille, Wells, e Moose. Ci sono anche diversi laghi, tra cui Lake Groton, Harvey Lake, and Peacham Pond.

### Contee confinanti
- Contea di Orleans - nord
- Contea di Essex - nord-est
- Contea di Grafton (New Hampshire) - sud
- Contea di Washington - sud-ovest
- Contea di Orange - sud-ovest
- Contea di Lamoille - ovest

## Storia
La contea fu formata nel 1792, quando le contee di Chittenden e Orange furono divise in 6 contee, tra cui questa. La contea fu chiamata Caledonia, nome latino della Scozia, perché molti coloni erano scozzesi.

## Comuni
La Contea di Caledonia conta 17 comuni, tutti con lo status di town.
- Barnet - town
- Burke - town
- Danville - town
- Groton - town
- Hardwick - town
- Kirby - town
- Lyndon - town
- Newark - town
- Peacham - town
- Ryegate - town
- Sheffield - town
- St. Johnsbury - (capoluogo) town
- Stannard - town
- Sutton - town
- Walden - town
- Waterford - town
- Wheelock - town

### Località
- West Burke - village nel comune di Burke
- Lyndonville - village nel comune di Lyndon

## Strade principali
- Interstate 91
- U.S. Route 2
- U.S. Route 5